# Liolaemus lemniscatus
Liolaemus lemniscatus är en ödleart som beskrevs av  Johann Ludwig Christian Gravenhorst 1838. Liolaemus lemniscatus ingår i släktet Liolaemus och familjen Tropiduridae. IUCN kategoriserar arten globalt som otillräckligt studerad. Inga underarter finns listade i Catalogue of Life.